# Municipio de Tasos
El municipio de Thasos es un municipio de la Unidad periférica de Thasos de la Periferia de Macedonia Oriental y Tracia.
Incluye principalmente la isla de Thasos, pero también el islote de Koinyra. La superficie del municipio es de 379 km², mientras que su población permanente asciende a 13.104 habitantes según el censo de 2021.  La sede del municipio es Limenas de Thaso .

## División administrativa
En detalle los asentamientos e islotes que conforman el municipio de Thasos  (entre paréntesis la población según el censo de 2011):
Comunidad municipal de Thasos (3.240 hab.)
- Glyfada (0 hab.)
- Limenas (3.234 hab.)
- Makryammos (2 hab.)
- Nisteri (4 hab.)

Comunidad municipal de Teologos (1.762 hab.)
- Alyki (17 hab.)
- Astris (51 hab.)
- Teologos (636 hab.)
- Thymonia (10 hab.)
- Koinyra (islote, 5 hab.)
- Koinyra (105 hab.)
- Livadi (0 hab.)
- Moni Archangelou (29 hab.)
- Paradeisos (0 hab.)
- Paralia Astridos (79 hab.)
- Potos (815 hab.)
- Rosonkremos (2 hab.)
- Skidia (2 hab.)
- Psili Ammos (9 hab.)

Comunidad municipal de Kallirachi (1.018 hab.)
- Kallirachi (452 hab.)
- Skala de Kallirachi (566 hab.)

Comunidad municipal de Limenaria (2.480 hab.)
- Kastro (9 hab.)
- Limenaria (2.471 hab.)

Comunidad municipal de Potamia (1.384 hab.)
- Potamia (1.383 hab.)
- Lefki (1 hab.)

Comunidad municipal de Prinos (1.423 hab.)
- Agios Andreas de Prinos (0 hab.)
- Megalos de Prinos (t. los Prinos) (26 hab.)
- Mikros de Prinos (30 hab.)
- Ormos de Prinos (156 hab.)
- Prinos (t. los Kalyves) (1.211 hab.)

Comunidad local de Maries (537 hab.)
- Maries (158 hab.)
- Skala de Maries (379 hab.)

Comunidad local de Panagia' (802 hab.)
- Panagia (725 hab.)
- Chrysi Ammoudia (77 hab.)

Comunidad local de Rachoni (729 hab.)
- Rachoni (446 hab.)
- Skala de Rachoni (283 hab.)

Comunidad local de Sotiras (395 hab.)
- Skala de Sotiras (376 hab.)
- Sotiras (19 hab.)

## Alcaldes
El alcalde de Thasos es el jefe del municipio de Thasos. Antes del municipio, Thasos era una comunidad y pertenecía a la prefectura de Drama, desde 1918. Su sede era Limin Thassos. En 1924, la comunidad portuaria de Thasos se separó de la prefectura de Drama y pasó a depender de la prefectura de Kavala . En 1932, la comunidad pasó a llamarse Comunidad de Thasos.  El 30 de octubre de 1964, la comunidad fue reconocida como municipio y Dimitrios Soultos fue elegido primer alcalde, con Dimitrios Niapos como teniente de alcalde. 
Aquí hay una lista de alcaldes:

### Lista de alcaldes

#### Comunidad de Thasos
Los presidentes de la comunidad de Thassos fueron:
- G. Thomaḯdis
- Apóstolos Nikoléris
- G. Papageorgíou
- Kímon Klonáris
- Ar. Karaḯtis
- Char. Zídros
- Ant. Giannákis
- Tim. Soúltos
- St. Charisiádis

#### Municipio de Thasos (1965-presente)
- Dimítrios G. Soúltos (1965-1967)
- Athanásios Baltás (1975-1986)
- Elefthérios Merésis (1987-2002)
- Konstantínos Kapóllas (2003-2006)
- Elefthérios Merésis (2007-2010)
- Konstantínos Chatziemmanouíl (2011-2019)
- Elefthérios Kyriakídis (2019-presente)

## Fotos

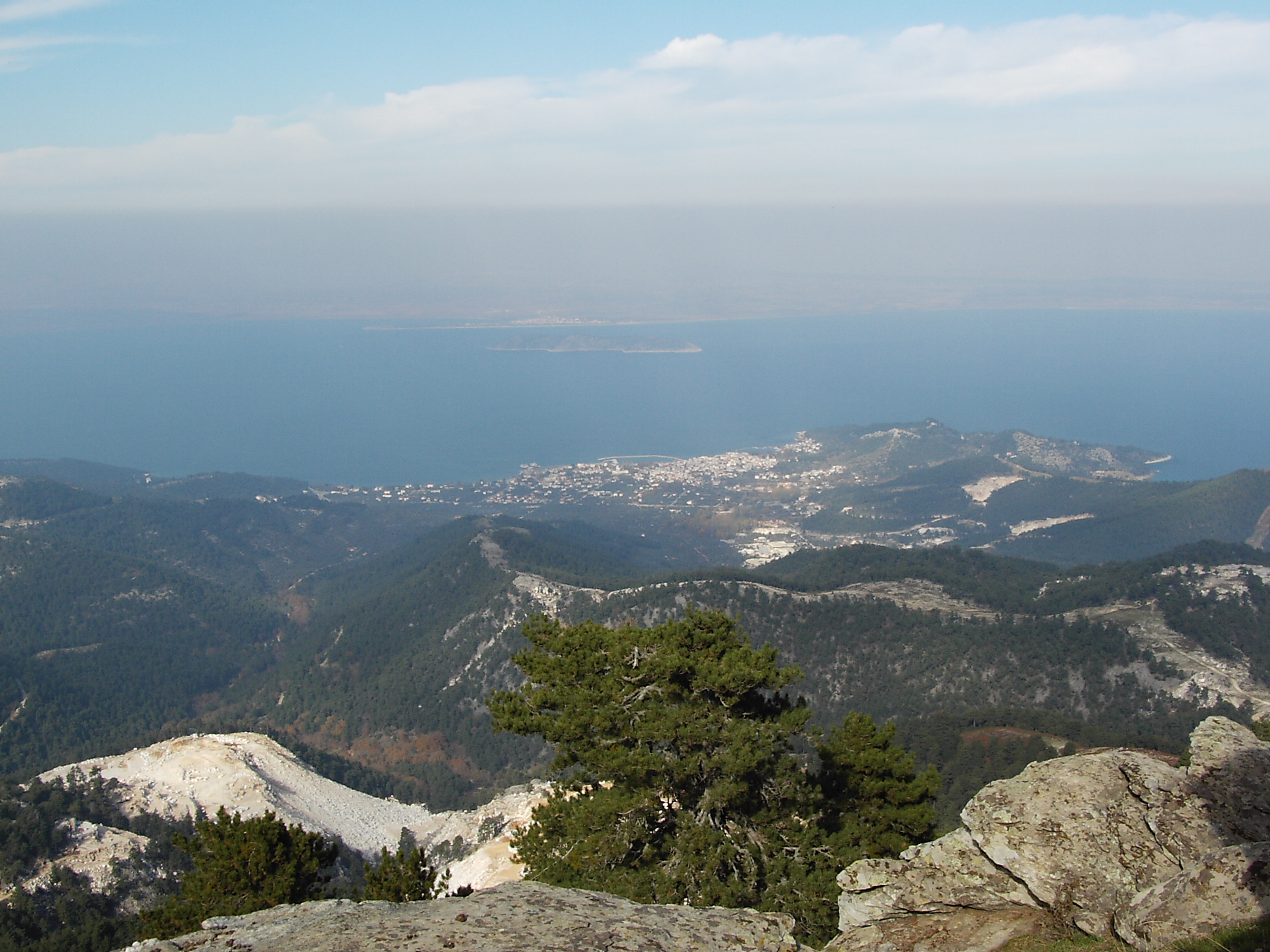
Vista de la sede administrativa del municipio de Thasos, Limenas desde arriba
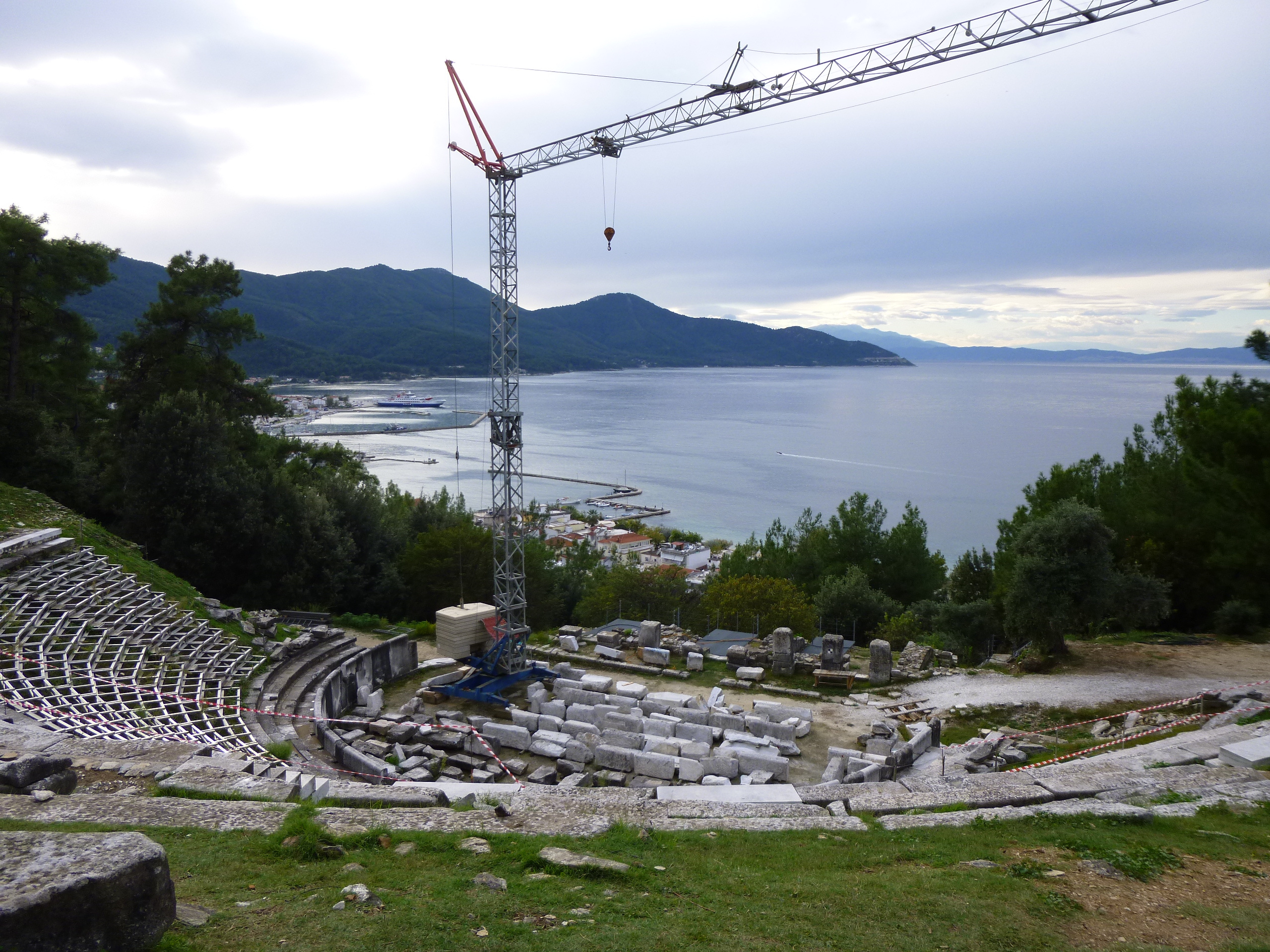
Vista del antiguo teatro de Limenas, sede del Festival de Thasos